# Investor AB

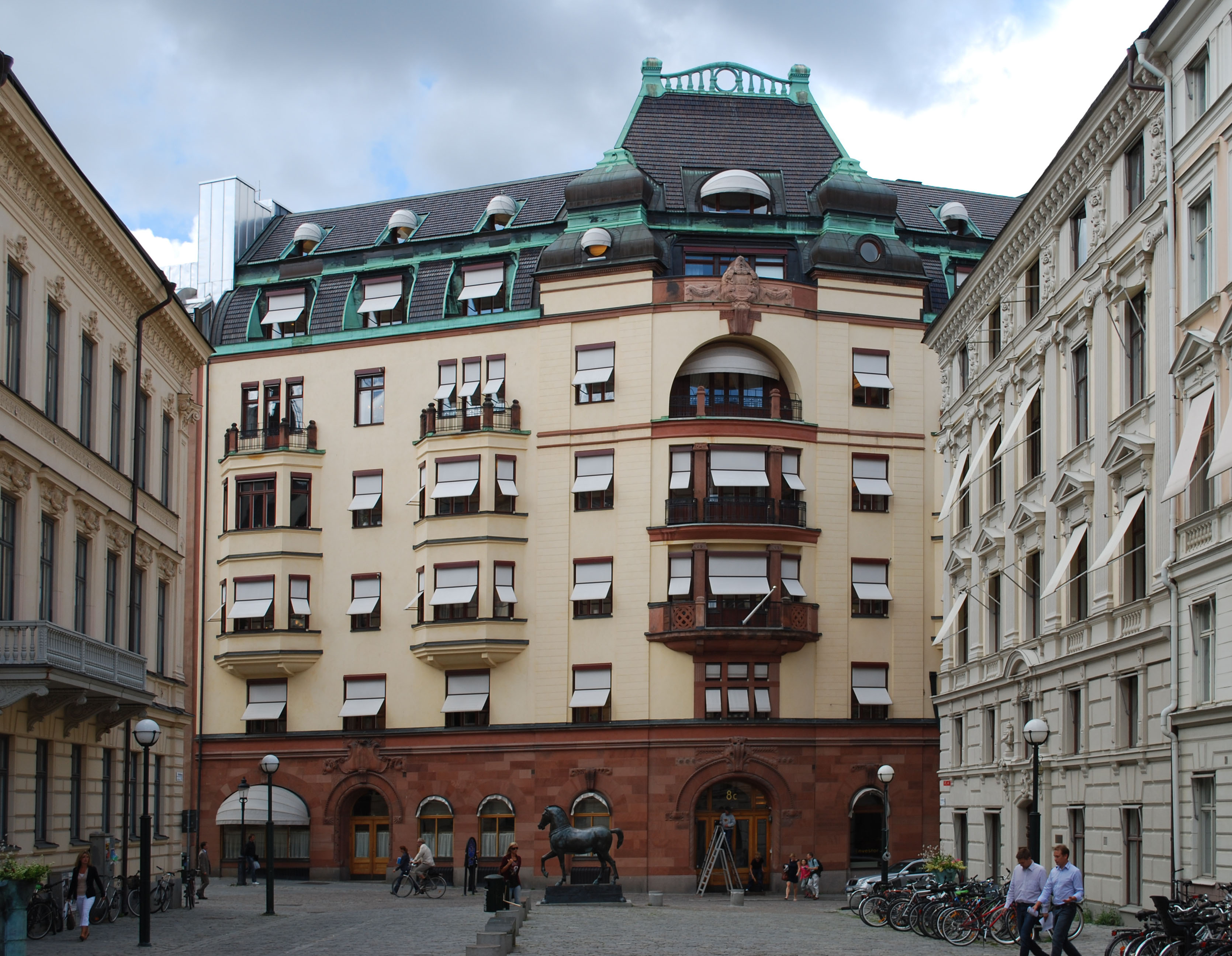
Hauptsitz in Stockholm

Die Investor AB ist eine schwedische Finanzholding, die 1916 von der Familie Wallenberg gegründet wurde. Die Aktien der Gesellschaft werden an der Stockholmer Börse gehandelt, die Mehrheit der Stimmrechte liegen bei der Familie Wallenberg. Das Nettovermögen der Gesellschaft per 30. September 2024 betrug 986 Mrd. SEK (ca. 86 Mrd. EUR).

## Ziele und Struktur
Investor AB verfolgt nach eigenen Aussagen das Ziel, durch den Aufbau und den Ausbau von starken, nachhaltigen Unternehmen Werte zu schaffen, die den Menschen und der Gesellschaft dienen. Investor Ab versteht sich als aktiver Finanzinvestor. Die Aktivitäten gliedern sich in drei Bereiche mit folgendem wertmäßigen Anteil (Stand 2024):
- 70 % Listed Companies (Minderheitsbeteiligungen an börsengelisteten, meist schwedischen Unternehmen),
- 21 % Patricia Industries (100 % Beteiligung an Unternehmen mit Wachstumspotential),
- 9 % EQT (Beteiligung an einer Risikokapitalgesellschaft).

### Listed Companies
| Unternehmen                     | Anteile am Kapital | Stimmrechtsanteile | Branche                         |
| ------------------------------- | ------------------ | ------------------ | ------------------------------- |
| ABB                             | 14,1 %             | 14,1 %             | Energie- und Automationstechnik |
| AstraZeneca                     | 3,3 %              | 3,3 %              | Pharmazie                       |
| Atlas Copco                     | 17,0 %             | 22,3 %             | Maschinenbau                    |
| Electrolux                      | 17,9 %             | 30,4 %             | Haushaltsgeräte                 |
| Electrolux Professional         | 20,5 %             | 32,5 %             | Dienstleistung                  |
| Epiroc                          | 17,1 %             | 22,7 %             | Bergbauausrüstung               |
| Ericsson                        | 9,3 %              | 24,5 %             | Kommunikationstechnik           |
| Husqvarna AB                    | 16,8 %             | 33,8 %             | Maschinenbau                    |
| Nasdaq, Inc.                    | 10,1 %             | 10,1 %             | Finanzdienstleistung            |
| Saab                            | 30,2 %             | 39,7 %             | Militärtechnik                  |
| SEB                             | 21,7 %             | 21,8 %             | Kreditinstitut                  |
| Swedish Orphan Biovitrum (SOBI) | 34,5 %             | 34,5 %             | Pharmazie                       |
| Wärtsilä                        | 17,7 %             | 17,7 %             | Motorenbau                      |

### Patricia Industries
- Advanced Instruments (Hersteller von klinischen Testgeräten und Ausrüstung)
- Atlas Antibodies (Hersteller von Reagentien für Medizin, Pharma)
- BraunAbility (Hersteller von Ausrüstung für Behinderte)
- Laborie (Hersteller von Diagnose- und Therapieprodukten für Menschen mit urologischen Problemen)
- Mölnlycke (Hersteller von Hilfsmitteln zur Wundbehandlung)
- Permobil (Hersteller von Ausrüstung für Behinderte)
- Piab (Hersteller von Vakuumgreifern und -förderern)
- Sarnova (Handel mit Gesundheitsartikeln)
- Vectura (Immobilienentwicklung)
- 3 Scandinavia (Kommunikationsprovider)
- Financial Investments (mehrere Minderheitsbeteiligungen)

### EQT
Investor AB war einer der Gründer der Risikokapitalgesellschaft EQT und ist heute mit einem Anteil von 14 % einer der größten Anteilseigner. Die Aktien der Gesellschaft werden an der Stockholmer Börse gehandelt.